# Les formes de la vida catalana

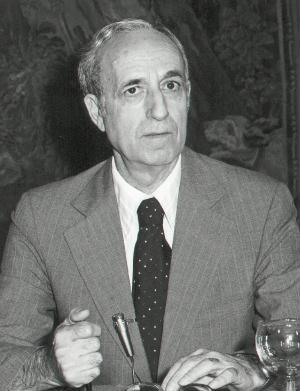
Josep Ferrater i Mora

Les formes de la vida catalana és un assaig escrit per Josep Ferrater i Mora, publicat l'any 1944 a Santiago de Xile.
L’obra se centra en el caràcter de la societat catalana i en l’estudi de com les creences populars impacten les comunitats humanes. Amb una anàlisi històrica meticulosa, el filòsof impulsa la reflexió ciutadana i promou el rebuig a l’excés, a l’aïllament i a les inclinacions cap a la supèrbia, fomentant així una actitud més conscient i equilibrada.